# 글리콤

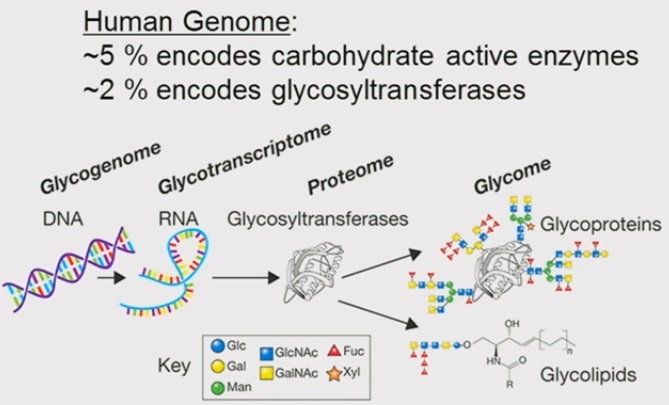
글리콤은 당단백질과 당지질로 구성되어 있다.

글리콤(영어: glycome)은 생물체의 자유 분자 또는 더 복잡한 분자에 존재하는지 여부에 관계없이 당 사슬의 전체를 의미한다. 또 다른 정의는 세포의 탄수화물 전체를 지칭한다. 글리콤은 실제로 자연에서 가장 복잡한 실체들 중 하나일 수 있다. 유전체학, 단백질체학과 유사한 당질체학은 주어진 세포 유형 또는 생물체의 모든 글리칸 구조에 대한 체계적인 연구이며, 당생물학의 하위 분야이다.

## 같이 보기
- 당질체학
- 세포 접착
- 당지질
- 당단백질